# Terry Duerod
Terry Duerod (Royal Oak, 29 luglio 1956 – Westland, 13 novembre 2020) è stato un cestista statunitense, professionista nella NBA e in Italia.

## Carriera
È stato selezionato dai Detroit Pistons al terzo giro del Draft NBA 1979 (48ª scelta assoluta).

## Palmarès
- Campionato NBA: 1

Boston Celtics: 1981
- Campione CBA (1983)